# Zâna Măseluță 2
Zâna Măseluță 2 (titlu original: Tooth Fairy 2) este un film american de comedie din 2012 regizat de Alex Zamm. Este continuarea filmului din 2010, Zâna Măseluță, cu Dwayne Johnson.

## Distribuție
- Larry the Cable Guy - Larry Guthrie
- David Mackey - Beauregard "Bo" Billings
- Erin Beute - Brooke Miller
- Brady Reiter - Nyx
- Rachel DuRose - Rachel